# Sas Náci Miklós
Sas Ignác Miklós (eredeti neve: Adler Ignác Miklós) (Budapest, 1875. március 28. – Budapest, Józsefváros, 1926. július 1.) magyar zeneszerző, újságíró, magánhivatalnok; Ányos László fivére.

## Életpályája
Adler Mór és Fischl Róza fiaként született. Iskolai évei után könyvkereskedő volt. Négy évig a Tolnai Világlapja című hetilap felelős szerkesztőjeként dolgozott. 1909. október 12-én Budapesten feleségül vette a nála 12 évvel fiatalabb Rákosi Arankát, Rákosi Sámuel és Sgalitzer Jozefa Paulina leányát.
Népszerű dalszerző volt, akinek dalait mindenütt ismerték és játszották az országban. Több mint 400 dalkompoziciót írt. Élete utolsó éveiben elvesztette látását. Halálát húgyvérűség, hűdéses elmezavar, hátgerincsorvadás okozta.
Sírja a Kozma utcai izraelita temetőben található (17-2-6).

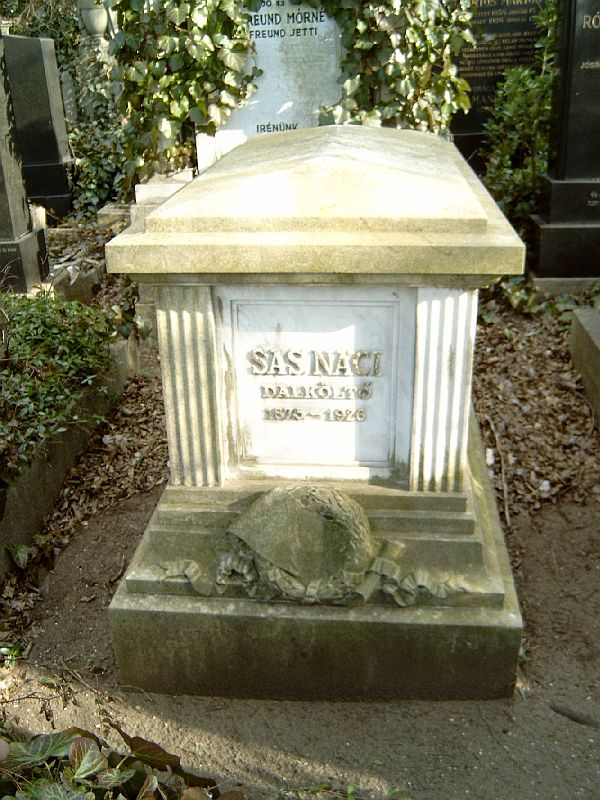
Sas Náci Miklós dalköltő sírja Budapesten. Kozma utcai izraelita temető: 17-2-6.

## Nótái
- Akáclombos kis falumból (sz: Király Ernő)
- Erdőszélen nagy a zsivaj, lárma
- Nem tudom, hogy szeretem-e
- Szeretnélek újra rózsák között látni (sz: Farkas Imre)